# Sondra (Duitsland)
Sondra is een plaats in de Duitse gemeente Hörselberg-Hainich in  Thüringen. De gemeente maakt deel uit van het Wartburgkreis. Het dorp wordt voor het eerst vermeld in een oorkonde uit 1143. Het dorp werd in 1974 bij Sättelstädt en maakt sinds 2007 deel uit van Hörselberg-Hainich. 